# Dejan Bodiroga
Dejan Bodiroga, född 2 mars 1973 i Zrenjanin, dåvarande SFR Jugoslavien, är en serbisk basketspelare som tog OS-silver 1996 i Atlanta. Detta var första gången Serbien och Montenegro inte spelade under IOC-koden YUG utan under SCG. Trots en framgångsrik karriär spelade han aldrig för något lag i NBA. Bland annat spelade han för FC Barcelona Bàsquet. Bodiroga spelade i kroatiska KK Zadar innan hans äventyr började ute Europa.